# Руда (міфологія)
Руда (араб. روضة) — божество з арабського пантеону; йому поклонялися племена і клани Аравійського півострова в  доісламський період .
Була богинею Сонця або Венери .
Перша згадка про Руду зустрічається в анналах Асархаддона, де її ім'я записано як Ru-ul-da-a-a-ú і згадано серед інших богів арабів . У Пальмірі була відома під ім'ям Арсу.

## Ім'я
Походить від семітського кореня (RḌW, RḌ ', RḌY) — «земна» .
Згідно з деякими даними етимології, ім'я перекладається як «прихильна»  .
У Геродота її ім'я записано як Ороталт, зважаючи на неможливість записати звук дад її імені (яке на той час, мабуть, вимовлялося як Рудл або Рутл) грецькими буквами .
Щодо походження імені Ороталта існують і інші думки.